# Christoph Bach (aktor)
Christoph Bach (ur. 1975 w Reutlingenie) – niemiecki aktor filmowy, teatralny i telewizyjny, absolwent Universität der Künste w Berlinie.

## Wybrana filmografia
- 2002: Tatort: Undercover jako Gregor Stein
- 2003: Tatort: Bienzle und der Taximord jako Fred Wolther
- 2004: Tatort: Gefährliches Schweigen jako „Czau“ Czauczik
- 2004: Kobra – oddział specjalny - odc. Zabójcza lista (Die Todesliste) jako Raphael Münch
- 2006: Tatort: Revanche jako Udo Brenner
- 2008: Tatort: Brandmal jako Mario Klemper
- 2008: Tatort: Der oide Depp jako Bernhard Sirsch młody
- 2010: Błękitny ognik (Das blaue Licht, TV) jako książę Philipp
- 2010: Carlos jako terrorysta Hans-Joachim Klein („Angie“)
- 2012: Tatort: Kein Entkommen jako Mirko Gradic/Josef Müller
- 2015: Bitwa o ciężką wodę jako Werner Heisenberg
- 2015: Tatort: LU jako dr Mark Moss